# Онтолошки аргумент
Онтолошки аргумент је филозофски аргумент који говори у прилог постојању Бога. Aргументи овог типа обично се односе на стање бивствовања или постојања. Прецизније речено, онтолошки аргументи се обично формулишу a priori у вези са организацијом универзума, при чему, ако таква организациона структура постоји, Бог мора да постоји.
Први онтолошки аргумент у западнохришћанској традицији изнео је Анселм Кентерберијски у свом делу Прослогион (лат. Proslogium или "Дискурс о постојању Бога"), у коме дефинише Бога као „биће од ког се веће не може замислити“, и тврди да такво биће мора постојати у свачијем уму, чак и онога који пориче постојање Бога. Из овога Анселм закључује да ако највеће могуће биће постоји у уму, оно мора постојати и у стварности, јер ако би постојало само у уму, онда мора да је могуће да постоји још веће биће - оно које постоји и у уму и у стварности. Према томе, ово највеће могуће биће мора постојати у стварности.
Од своје почетне формулације, мало је филозофских идеја изазвало толико интересовања и дискусија као онтолошки аргумент. Готово сви велики умови западне филозофије сматрали су га вредним пажње. Француски филозоф из 17. века Рене Декарт употребио је сличан аргумент Анселмовом. Декарт је објавио неколико варијација свог аргумента, од којих се сваки фокусира на идеју да се постојање Бога може одмах закључити из „јасне и посебне“ идеје о врхунски савршеном бићу. Почетком 18. века, Готфрид Лајбниц је проширио Декартове идеје у покушају да докаже да је „врхунски савршено“ биће кохерентна идеја. Један од новијих онтолошких аргумента потекао је од Курта Гедела, који је изнео формални аргумент за постојање Бога. Норман Малколм је оживео онтолошки аргумент 1960. године, када је у Анселмовом делу пронашао други, јачи онтолошки аргумент; Алвин Плантинга је оспорио овај и предложио алтернативни аргумент, заснован на модалној логици. Такође су учињени и покушаји да се Анселмов доказ потврди помоћу аутоматског доказивача теорема. Остали аргументи, у које спадају и они које су изнели исламски филозофи Мула Садра и Алама Табатабаи, категоризовани су као онтолошки.
С обзиром на популарност онтолошког аргумента, током времена се јављају и његове многобројне критике и замерке. Први критичар био је Анселмов савременик Гаунило из Мармутјеа. Указујући на то да би се онтолошки аргумент могао користити за доказивање постојања било чега, Гаунило користи аналогију савршеног острва. То је била прва од многих пародија које су покушале да покажу апсурдне последице онтолошког аргумента. Касније је Тома Аквински одбацио аргумент на основу тога да људи не могу знати Божју природу. Дејвид Хјум је такође понудио емпиријску замерку, критикујући недостатак резоновања на основу доказа и одбацујући идеју о нужности постојања нечега. Критика Имануела Канта заснива се на његовом виђењу премисе да је постојање предикат као погрешне, тврдећи да „постојање“ не додаје ништа (па ни савршеност) суштини бића. Према томе, може се замислити да „врхунски савршено“ биће не постоји. Коначно, филозофи попут Чарлија Данбар Брода одбацили су кохерентност максимално великог бића, износећи мишљење да су неки атрибути величине некомпатибилни са другим, чинећи „максимално велико биће“ некохерентним.
Савремени заступници онтолошког аргумента су Алвин Плантинга, Јуђин Нагасава (Yujin Nagasawa) и Роберт Мејдол (Robert Maydole).

## Класификација
Традиционалну дефиницију онтолошког аргумента дао је Имануел Кант. Он је супротставио онтолошки аргумент (дословно сваки аргумент „који се бави бивством“) космолошким и физио-теоретским аргументима. Према кантовском гледишту, онтолошки аргументи су они до којих се долази резоновањем a priori.
Грејем Опи (Graham Oppy), који је на другом месту изнео да „не види никакав хитан разлог“ за одступање од традиционалне дефиниције, дефинисао је онтолошке аргументе као оне који полазе „само од аналитичких, априорних и неопходних премиса“ и закључују да Бог постоји. Опи, међутим, признаје да се не налазе све "традиционалне карактеристике" онтолошког аргумента (тј. аналитичност, нужност и приоритет) у свим онтолошким аргументима и у свом делу Онтолошки аргументи и веровање у Бога из 2007. године, каже да би боља дефиниција онтолошког аргумента користила само промишљања која су „у потпуности саставни део теистичког погледа на свет“.
Опи је направио поткласификацију онтолошких аргумената, на основу особина њихових премиса, користећи следеће особине:
- дефиниционални: аргументи који се позивају на дефиниције.
- концептуални (или хиперинтенционални): аргументи који се позивају на „поседовање одређених врста идеја или концепата“.
- модални: аргументи који разматрају могућности.
- мајнонговски: аргументи који истичу „разлику између различитих категорија постојања“.
- искуствени: аргументи који користе идеју о Богу који постоји само за оне који су имали искуство с њим.
- мереолошки: аргументи који „користе... теорију односа целина-део“.[5]
- вишег поретка: аргументи који примећују „да је било који скуп својстава, који (а) не укључује сва својства и који је (б) затворен по неопходности, вероватно заједнички инстанциран“.
- хегелијански: аргументи Хегела.

Вилијам Лејн Крејг (William Lane Craig) критикује Опијеву студију као превише нејасну за корисну класификацију. Крејг тврди да се аргумент може класификовати као онтолошки ако  покушава да закључи постојање Бога, заједно са другим неопходним истинама, из његове дефиниције. Он каже да би заговорници онтолошких аргумената тврдили да, ако неко потпуно разуме концепт Бога, онда он мора прихватити његово постојање.
Вилијам Л. Роу (William L. Rowe) дефинише онтолошке аргументе као оне који полазе од дефиниције Бога и, користећи само априорне принципе, закључују Божјe постојање.

## Развој
Иако се једна верзија онтолошког аргумента експлицитно појављује у списима старогрчког филозофа Ксенофана, а варијације у списима Парменида, Платона и неоплатониста, уобичајено становиште је да је онтолошки аргумент први јасно исказао и формулисао Анселм Кентерберијски. Неки научници тврде да је исламски филозоф Авицена (Ибн Сина) развио посебну врсту онтолошког аргумента пре Анселма, док други сумњају у тај став.
Данијел Домбровски (Daniel Dombrowski) је означио три главне фазе у развоју овог аргумента, а то су:
1. Анселмова почетна експлицитна формулација;
2. критике Канта и Хјума из 18. века; и
3. идентификовање другог онтолошког аргумента у Анселмовом Прослогиону од стране филозофа 20. века.

### Анселм
Теолог и филозоф Анселм Кентерберијски (1033–1109) изнео је онтолошки аргумент у II и III поглављу свог дела Прослогион. Анселм није презентовао аргумент да би доказао постојање Бога; већ је Прослогион био дело о размишљању у којем је документовао то како је њему идеја о Богу постала очигледна.
У II поглављу Прослогиона, Анселм дефинише Бога као „биће од којег се не може замислити веће“. Иако се Анселму често приписује да је први схватио Бога као највеће могуће биће, ову перцепцију су заправо описали многи старогрчки филозофи и ранохришћански писци. Он каже да чак и „будала“ може да разуме овај концепт, а само то разумевање значи да то биће мора постојати у уму. Концепт мора постојати или само у нашем уму, или и у нашем уму и у стварности. Ако такво биће постоји само у нашем уму, онда се може замислити веће биће - оно које постоји у уму и у стварности - (овај аргумент се генерално сматра за reductio ad absurdum, јер је доказано да је виђење будале недоследно). Стога, ако можемо да замислимо биће од ког се не може замислити ништа веће, оно мора постојати у стварности. Дакле, биће од ког се не може замислити ништа веће, које је Анселм дефинисао као Бога, мора постојати у стварности.
Анселмов аргумент у поглављу II може се сажети на следећи начин:
1. Концептуална је истина (или, тако рећи, тачно по дефиницији) да је Бог биће од ког се не може замислити веће (то јест, највеће могуће биће које се може замислити).
2. Бог постоји као идеја у уму.
3. Биће које постоји као идеја у уму и у стварности је, под једнаким другим условима, веће од бића које постоји само као идеја.
4. Дакле, ако Бог постоји само као идеја, онда можемо замислити нешто што је веће од Бога (то јест, највеће могуће биће које постоји).
5. Али не можемо замислити нешто што је веће од Бога (јер је контрадикција претпоставити да можемо замислити биће веће од највећег могућег бића које се може замислити.)
6. Дакле, Бог постоји.

У поглављу III, Анселм износи још један аргумент на сличан начин:
1. По дефиницији, Бог је биће од којег се не може замислити веће.
2. Биће које нужно постоји у стварности је веће од бића које не постоји нужно.
3. Дакле, по дефиницији, ако Бог постоји као идеја у уму, али не постоји нужно у стварности, онда можемо замислити нешто што је веће од Бога.
4. Али не можемо замислити нешто што је веће од Бога.
5. Дакле, ако Бог постоји у уму као идеја, онда Бог нужно постоји у стварности.
6. Бог постоји у уму као идеја.
7. Према томе, Бог нужно постоји у стварности.

Ово садржи појам бића за које се не може замислити да не постоји. Он је тврдио да ако се нешто може замислити да не постоји, онда се може замислити нешто веће. Сходно томе, ствар од које се не може замислити ништа веће не може се замислити да не постоји и према томе мора постојати. Ово се може читати као понављање аргумента из Поглавља 2, мада Норман Малколм верује да је то другачији, јачи аргумент.

### Рене Декарт
Рене Декарт (1596–1650) је изнео низ онтолошких аргумената који се разликују од Анселмове формулације. Уопштено говорећи, они су мање формално аргументи него што су природна интуиција.
Декарт тврди да се постојање Бога може закључити из његове природе, као што се геометријске идеје могу извести из природе облика - као пример је користио извођење величина углова у троуглу. Рекао је да је концепт Бога крајње савршено биће које има сва савршенства. Чини се да је претпоставио да је постојање предикат савршенства. Дакле, да појам Бога не укључује постојање, он не би био врхунски савршен, јер би му недостајало савршенство. Сходно томе, појам врхунски савршеног Бога који не постоји, тврди Декарт, није разумљив. Према томе, према својој природи Бог мора постојати.

### Барух Спиноза
У својој Етици, Спиноза је написао одељак под насловом "Третирање Бога и онога што се односи на њега", у ком расправља о постојању Бога и ономе што Бог јесте. Почиње речима: „да ли постоји Бог, то се, по нама, може доказати“. Његов доказ Бога следи сличну структуру као Декартов онтолошки аргумент. Декарт покушава да докаже постојање Бога тврдећи да „мора постојати нека ствар која је крајње добра, кроз коју све добре ствари имају своју доброту“. Спинозин аргумент се разликује по томе што он не прелази директно са замисливости највећег бића на постојање Бога, већ користи дедуктивни аргумент из идеје о Богу. Спиноза каже да човекове идеје не потичу од њега самог, већ од неке врсте спољног узрока. Стога ствари чије карактеристике човек зна мора да потичу из неког претходног извора. Дакле, ако човек има идеју о Богу, онда Бог мора постојати пре ове мисли, јер човек не може створити идеју о својој машти.

### Готфрид Лајбниц
Готфрид Вилхелм Лајбниц је видео проблем са Декартовим онтолошким аргументом у томе што Декарт није тврдио кохерентност „крајње савршеног“ бића. Он је изнео да, уколико не може да се покаже кохерентност крајње савршеног бића, онтолошки аргумент није релевантан. Лајбниц је савршенство сматрао немогућим за анализирање; према томе, било би немогуће доказати да су сва савршенства неспојива. Дошао је до закључка да сва савршенства могу постојати заједно у једном ентитету и да је Декартов аргумент и даље валидан.

### Мула Садра
Мула Садра (1571/2 - 1640) је био ирански шиитски исламски филозоф на ког су утицали ранији муслимански филозофи попут Авицене и Сухравардија, као и суфијског метафизичара Ибн 'Арабија. Садра је расправљао о Авицениним аргументима за постојање Бога, тврдећи да они нису априорни. Одбацио је аргумент на основу тога да постојање претходи суштини или да је постојање људи темељније од њихове суштине.
Садра је изнео нови аргумент, познат као Аргумент праведника. Овај аргумент покушава да докаже постојање Бога кроз стварност постојања и да закључи са предвечном нужношћу Бога. У овом аргументу једна ствар се доказује помоћу себе саме, а пут је идентичан циљу. У другим аргументима, истина се постиже из спољног извора, као нпр. из могућег до неопходног, из изворног до вечног порекла, или из покрета до непомереног покретача. У аргументу праведника не постоји други средњи терм осим истине. Његова верзија онтолошког аргумента може се резимирати на следећи начин:
1. Постоји постојање
2. Постојање је савршенство изнад којег се никакво друго не може замислити
3. Бог је савршенство, а савршенство у постојању
4. Постојање је једна и једноставна стварност; нема метафизичког плурализма
5. Та једна стварност степенује се по интензитету на скали савршенства (то јест, порицања чистог монизма).
6. Та скала мора имати граничну тачку, тачку највећег интензитета и највећег постојања.
7. Отуда Бог постоји.

Мула Садра описује овај аргумент у свом главном делу al-asfar al-arba‘a [четири путовања] на следећи начин:
Постојање је јединствена, објективна и једноставна стварност и не постоји разлика између његових делова, осим у погледу савршености и несавршености, јачине и слабости... А врхунац његовог савршенства, где не постоји ништа савршеније, је његова независност од било које друге ствари. Ништа савршеније не би могло да се замисли, јер свака несавршена ствар припада некој другој ствари и потребна јој је та друга да би постала савршена. И, као што је већ објашњено, савршенство је испред несавршености, стварност испред могућности, а постојање испред непостојања. Такође, објашњено је да је савршенство неке ствари сама та ствар, а не нека ствар као додатак њој. Дакле, постојање је или независно од других или су му потребни други. Прво је Неопходност, што је чисто постојање. Ништа није савршеније од Њега. И у Њему нема места за непостојање или несавршеност. Ово друго није Он и сматра се Његовим делима и последицама, а за друге који нису Он нема опстанка, осим кроз Њега. Јер у стварности постојања нема несавршености, а несавршеност се додаје постојању само због особине да буде изазвана, јер је немогуће да последица буде идентична свом узроку у смислу постојања.

### Имануел Кант
Иако је Кант био критичан према Декартовој формулацији онтолошког аргумента, веровао је да је аргумент убедљив када се правилно формулише.
Кантов аргумент се ослања на уверење да све што је могуће да постоји мора имати основа за ту могућност: другим речима, ништа није могуће само на основу своје природе. Стога закључује да се свака могућност мора заснивати на једној нужности, коју је идентификовао као Бога. Кант је у својим делима покушао да покаже да ово биће поседује многе уобичајене атрибуте Бога, као што су свемоћ, свезнање и свеприсутност.
Иако би се аргумент могао идентификовати као космолошки, Кант је сматрао да се његов доказ заснива на размишљању, а не на посматрању, па га је због тога идентификовао као онтолошки.

### Хегел
Као одговор на Кантово одбацивање традиционалне спекулативне филозофије у његовој Првој критици и на његово одбацивање онтолошког аргумента, Хегел је кроз своје радове током живота указивао да је Имануел Кант погрешио. Хегел се фокусирао на Кантов чувени аргумент 100 долара. Кант је рекао да је „једно имати 100 долара у мислима, а сасвим друго имати 100 долара у џепу“. Према Канту, можемо замислити Бога, али то не доказује да он постоји.
Хегел је тврдио да је Кантова формулација нетачна. Позивао се на Кантову грешку у свим његовим главним делима од 1807. до 1831. године. За Хегела, „Истина је Целина“ (PhG, пар. 20). За Хегела је Истина Geist односно Дух, односно Бог. Према томе Бог је Целина Космоса, невиђена и виђена. Стога је Кантова грешка била његово упоређивање коначног (контингентног) ентитета као што је 100 долара, са Бесконачним (нужним) Бићем, тј. Целином.
Када се на њега гледа као на Целину Бића, невиђеног као и виђеног, а не само као „једно биће међу многима“, онда онтолошки аргумент функционише и његова логичка нужност постаје очигледна, према Хегелу.
Последњи уговор за књигу који је Хегел потписао оне године када је умро, 1831, био је за књигу под насловом Предавања о доказима за постојање Бога. Хегел је умро пре него што је завршио књигу. Она је требало је да има три одељка: (1) Космолошки аргумент; (2) Телеолошки аргумент; и (3) Онтолошки аргумент. Хегел је умро пре него што је започео 2. и 3. одељак. Његово дело је данас објављено као непотпуно, а само део његовог космолошког аргумента је остао у потпуности сачуван.
Да би проучили Хегелове идеје о онтолошком аргументу, научници су морали да саставе аргументе из различитих пасуса из његових других дела. Неки научници указују да сва Хегелова филозофија чини онтолошки аргумент.

### Курт Гедел
Математичар Курт Гедел је изнео формални аргумент за постојање Бога. Гедел је сачинио овај аргумент, али је он објављен тек дуго након његове смрти. Он је изнео аргумент који је заснован на модалној логици; користи концепцију особина, да би на крају закључио постојање Бога.
Дефиниција 1: x је као Бог, ако и само ако x има као суштинске особине оне и само оне особине које су позитивне

 Дефиниција 2: А је суштина x-а ако и само ако за сваку особину B, x нужно има B ако и само ако А обухвата B
Дефиниција 3: x нужно постоји ако и само ако свака суштина x-а нужно има пример
Аксиом 1: Ако је нека особина позитивна, онда њена негација није позитивна
Аксиом 2: Свака особина која је обухваћена позитивном особином, тј. стриктно садржана у њој, је позитивна
Аксиом 3: Особина наликовања Богу је позитивна
Аксиом 4: Ако је нека особина позитивна, онда је нужно позитивна
Аксиом 5: Нужно постојање је позитивно
Аксиом 6: За било коју особину P, ако је P позитивно, онда је бити нужно P позитивно
Теорема 1: Ако је нека особина позитивна, онда је она доследна, тј. могуће је да има пример
Последица 1: Особина наликовања Богу је доследна
Теорема 2: Ако је нешто као Бог, онда је особина боголикости суштина те ствари
Теорема 3: Нужно, особина наликовања Богу има свој пример
Гедел је дефинисао да „боголикост“ има све позитивне особине. Термин „позитиван“ оставио је недефинисан. Изнео је да се он интерпретира у естетском и моралном смислу, или алтернативно, као супротност привацији (одсуству неопходних квалитета у универзуму). Упозорио је на опасност тумачења „позитивног“ као морално или естетски „доброг“ (највећа предност и најмањи недостатак), јер то укључује и негативне карактеристике. Уместо тога, указао је да „позитивно“ треба тумачити као савршено, или „чисто добро“, без негативних карактеристика.
Геделове наведене теореме произилазе из аксиома, па се већина критика теорије фокусира на те аксиоме или изнете претпоставке. Опи је тврдио да Гедел не даје дефиницију „позитивних особина“. Он је указао да ако те позитивне особине чине скуп, нема разлога за веровање да постоји било који такав скуп који је теолошки интересантан, или да постоји само један скуп позитивних својстава који је теолошки интересантан.

### Модалне верзије онтолошког аргумента
Модална логика се бави логиком могућности као и неопходношћу. Пол Опенхајмер и Едвард Н. Залта примећују за Анселмово 2. поглавље Прослогиона, да су „многи новији аутори овај аргумент протумачили као модални“. У фрази „оно од чега не може да се замисли ништа веће“, реч „може“ може се протумачити као да се односи на могућност. Па ипак, аутори пишу да „логика самог онтолошког аргумента не укључује закључке засноване на овом модалитету“. Међутим, постоје новије модалне логичке верзије онтолошког аргумента, а о примени ове врсте логике на аргумент, Џејмс Френклин Харис пише:
Почеле су да се појављују различите верзије онтолошког аргумента, такозване „модалне“ верзије, које избегавају део Анселмовог аргумента који „третира постојање као предикат“. Модалнологичка верзија ових облика одбране онтолошког аргумента је најзначајније достигнуће.

#### Хартсхорн и Малколм
Чарлс Хартсхорн и Норман Малколм су првенствено одговорни за увођење модалних верзија аргумента у савремену дебату. Обојица су тврдили да је Анселм имао две верзије онтолошког аргумента, од којих је друга била модалнологичка верзија. Према Џејмсу Харису, Малколм ову верзију представља на следећи начин:
Ако се то [од чега се ништа веће не може замислити] уопште може замислити, оно мора постојати. Јер нико ко пориче или сумња у постојање бића већег од онога које је незамисливо, не пориче нити сумња да кад би постојало, његово непостојање би, у стварности или у уму, било немогуће. Јер у супротном не би било биће веће од онога које се не може замислити. Али што се тиче онога што се може замислити, али што не постоји: ако би постојало, његово непостојање у стварности или у уму било би могуће. Према томе, ако се биће веће од којег се веће не може замислити, може замислити, оно мора постојати.
Хартсхорн каже да је за Анселма „нужно постојање супериорнији начин постојања у односу на обично, контингентно постојање и да је обично, контингентно постојање дефект“. Хартсхорн сматра да су се и Хјум и Кант фокусирали само на то да ли је оно што постоји веће од онога што не постоји. Међутим, „Анселмова поента је да је оно што постоји и што не може да не постоји, веће од онога што постоји а не може да постоји“. Овим се избегава питање да ли је постојање предикат или није.
Осврћући се на два онтолошка аргумента која је Анселм предложио у поглављима 2 и 3 свог Прослогиона, Малколм је подржао Кантову критику Анселмовог аргумента у поглављу 2: да постојање не може бити савршенство нечега. Међутим, идентификовао је оно што види као други онтолошки аргумент у 3. поглављу који није подложан таквој критици.
У другом Анселмовом аргументу Малколм је видео две кључне тачке: прво, да је биће чије је непостојање логички немогуће веће од бића чије је непостојање логички могуће, и друго, да је Бог биће „од кога се веће не може замислити“. Малколм је подржао ту дефиницију Бога и указао да она чини Божје постојање логички нужно истинитим исказом (на исти начин на који је исказ „квадрат има четири стране“ логички нужно тачан). Стога, одбацујући идеју да је постојање само по себи савршенство, Малколм тврди да је нужно постојање савршенство. То је, како тврди, доказало постојање ненадмашно великог нужног бића.
Џордан Собел пише да је Малколм погрешно претпоставио да се аргумент који излаже може у потпуности наћи у 3. поглављу Прослогиона. „Анселм у Прослогиону III није намеравао да да независни аргумент за постојање Бога, већ да се надовеже на аргумент из Прослогиона II“.

#### Алвин Плантинга
Хришћански аналитички филозоф Алвин Плантинга критикује Малколмове и Хартсхорнове аргументе и нуди алтернативу. Он тврди да, ако Малколм доказује нужно постојање највећег могућег бића, из тога следи да постоји биће које постоји у свим световима чија величина у неким световима није превазиђена. То, како тврди, не показује да такво биће има непревазиђену величину у овом свету.
У покушају да реши овај проблем, Плантинга прави разлику између „величине“ и „изврсности“. Изврсност бића у одређеном свету зависи само од његових својстава у том свету; а величина бића зависи од његових својстава у свим световима. Стога, највеће могуће биће мора имати максималну изврсност у сваком могућем свету. Плантинга је затим преформулисао Малколмов аргумент користећи концепт „максималне величине“. Он тврди да је могуће да постоји биће са максималном величином, па тако биће са максималном величином постоји у могућем свету. Ако је то случај, онда биће са максималном величином постоји у сваком свету, а самим тим и у овом.

### Остале формулације
Романописац и филозоф Ајрис Мердок формулисала је верзију онтолошког аргумента у својој књизи Метафизика као водич за морал. Иако је сматрала да је њена верзија аргумента супериорнија, ипак је похвалила Декартову формулацију. Она је свој аргумент формулисала на следећи начин:
Не постоји убедљив „доказ“ за постојање Бога, осим неког облика онтолошког доказа, „доказа“ узгред који вероватно добија на значају у теологији као резултат недавне „демитологизације“. Међутим, ако се пажљиво размотри, види се да онтолошки доказ није баш доказ већ пре јасна изјава вере (често се признаје као прикладна само за оне који су већ убеђени), а која се може самоуверено исказати само на основу одређене количине искуства. Ова изјава би се могла формулисати на разне начине. Жеља за Богом ће сигурно добити одговор. Моје поимање Бога садржи сигурност у његову сопствену стварност. Бог је предмет љубави који потпуно искључује сумњу и релативизам. Такви нејасни искази, наравно, не би наишли на велике симпатије аналитичких филозофа, који би њихов садржај поделили између психолошких чињеница и метафизичких бесмислица.
Другим речима, атеисти могу да приговоре на такав аргумент само на основу тога што се ослањају на методологију a priori. Њене формулације се ослањају на људске везе Бога и човека и на оно што таква вера чини људима.

## Критике и приговори

### Гаунило
Један од најранијих забележених приговора на Анселмов аргумент изнео је један од његових савременика, Гаунило из Мармутјеа. Он позива читаоца да замисли острво које је „изврсније“ од било ког другог острва и каже да, према Анселмовом доказу, то острво мора нужно постојати, с обзиром да ће острво које постоји бити изврсније. Гаунилова критика не показује експлицитно грешку у Анселмовом аргументу, већ тврди да ако је Анселмов аргумент исправан, онда би били исправни и многи други аргументи истог логичког облика који не могу бити прихваћени. Гаунило је понудио још једну критику Анселмовог онтолошког аргумента, тврдећи да се идеја Бога не може замислити, као што је Анселм тврдио. Он тврди да ће многи теисти прихватити да Бог по природи не може бити у потпуности спознат. Према томе, ако људи не могу у потпуности замислити Бога, онтолошки аргумент не функционише.
Анселм је одговорио на Гаунилову критику тврдећи да је аргумент применљив само на концепте са нужним постојањем. Тврдио је да само биће које нужно постоји може испунити задатак "онога од чега се ништа веће не може замислити". Осим тога, контингентни објекат, као што је острво, увек се може побољшати и тако никада не може достићи стање савршенства. Из тог разлога, Анселм је одбацио сваки аргумент који се не односи на биће са нужним постојањем.
Појављују се и друге пародије, укључујући короларије постојања ђавола, короларије непостојања ђавола и короларије крајњег непостојања ђавола. Короларија постојања ђавола каже да  биће од ког се не може замислити ништа горе постоји у уму (понекад се користи термин "мање" уместо "горе"). Користећи Анселмов логички облик, ова пародија тврди да ако он постоји у уму, горе биће ће бити оно које постоји у стварности; дакле, такво биће постоји. Короларија непостојања ђавола је слична, али она тврди да би горе биће било оно које у стварности не постоји, па према томе оно ни не постоји. Короларија крајњег непостојања ђавола каже да би горе биће било оно које не постоји у схватању, па тако такво биће не постоји ни у стварности ни у уму. Тимоти Чемберс тврди да је короларија постојања ђавола јача од Гауниловог приговора, јер одолева приговорима који могу надвладати Гаунилову пародију. Он такође тврди да је короларија непостојања ђавола снажан приговор, јер „осигурава“ короларију непостојања ђавола која „прети самим темељима Анселмовог аргумента“.

### Тома Аквински
Тома Аквински је, наводећи пет доказа о постојању Бога у свом делу Summa Theologica, приговорио Анселмовом аргументу. Он каже да људи не могу знати природу Бога и према томе га не могу замислити на начин на који то предлаже Анселм. Онтолошки аргумент био би значајан само ономе ко потпуно разуме суштину Бога. Аквински је образложио да, пошто само Бог може у потпуности знати Његову суштину, само Он би могао да употреби овај аргумент. Његово одбацивање онтолошког аргумента навело је и друге католичке теологе да га одбаце.

### Дејвид Хјум
Шкотски филозоф и емпиричар Дејвид Хјум тврдио је да се никакво постојање не може доказати само априорним образложењем. У Дијалозима о природној религији, његов лик Клеант предлаже критику:
... очигледан је апсурд у покушају да се докаже чињеница или да се она докаже било којим аргументима „а приори“. Ништа није доказиво, осим ако његова супротност не подразумева контрадикцију. Ништа што је изразито замисливо не подразумева контрадикцију. Шта год да замислимо као постојеће, можемо га замислити и као непостојеће. Стога не постоји биће чије непостојање подразумева контрадикцију. Према томе, не постоји биће чије је постојање доказиво.
Хјум такође каже да, пошто немамо апстрактну идеју постојања (осим као део наших идеја о другим објектима), не можемо тврдити да идеја Бога подразумева његово постојање. Он тврди да како год да замишљамо Бога, можемо замислити само његово постојање или непостојање. Веровао је да постојање није особина (нити савршенство), тако да потпуно савршено биће не мора постојати. Стога је тврдио да није контрадикција порицати Божје постојање. Иако је ова критика усмерена против космолошког аргумента, сличног оном који је изнео Семујел Кларк у свом првом Бојловом предавању, примењена је и на онтолошке аргументе.

### Имануел Кант
Имануел Кант је изнео утицајну критику онтолошког аргумента у својој Критици чистог ума. Његова критика је првенствено упућена Декарту, али такође напада и Лајбница. Обликује је његова централна дистинкција између аналитичких и синтетичких пропозиција. У аналитичкој пропозицији, концепт предиката је садржан у његовом концепту субјекта; у синтетичкој пропозицији, концепт предиката није садржан у његовом концепту субјекта.
Кант доводи у питање разумљивост концепта нужног бића. Он разматра примере нужних пропозиција, попут „троугао има три угла“, и одбацује пренос ове логике на постојање Бога. Прво, он тврди да су такве нужне пропозиције нужно тачне само ако такво биће постоји: ако троугао постоји, он мора имати три угла. Нужна пропозиција, како тврди, не чини постојање троугла нужним. Стога тврди да, ако се постави пропозиција „X постоји“, следи да ако X постоји, оно постоји нужно; то не значи да X постоји у стварности. Друго, он тврди да контрадикције настају само онда када су субјекат и предикат исказани и, према томе, суд о непостојању не може бити контрадикција, јер негира предикат.
Кант затим тврди да изјава „Бог постоји“ мора бити аналитичка или синтетичка - предикат мора бити унутар субјекта или изван њега. Ако је пропозиција аналитичка, онаква какву претпоставља онтолошки аргумент, изјава би била истинита само због значења датог речима. Кант тврди да је ово само таутологија и да не може ништа рећи о стварности. Међутим, ако је изјава синтетичка, онтолошки аргумент не функционише, јер постојање Бога није обухваћено дефиницијом Бога (и, према томе, потребно је пронаћи доказе за његово постојање).
Кант даље пише: „"бити" очигледно није прави предикат“ и не може бити део концепта нечега. Предлаже да постојање није предикат нити квалитет. То је зато што постојање не додаје ништа суштини бића, већ само указује на појављивање тог бића у стварности. Он каже да узимајући субјекат Бога са свим својим предикатима, а затим тврдећи да Бог постоји, „не додајем нови предикат у концепцију Бога“. Кант тврди да онтолошки аргумент функционише само ако је постојање предикат; ако то није, он тврди да је онтолошки аргумент поништен, јер је тада замисливо да потпуно савршено биће не постоји.
Поред тога, Кант тврди да појам Бога није посебно одређен; већ је он „објекат чисте мисли“. Он тврди да Бог постоји изван подручја искуства и природе. Будући да Бога не можемо искусити искуством, Кант тврди да је немогуће знати како бисмо проверили Божје постојање. То је у супротности са материјалним концептима, који се могу проверити помоћу чула.

### Даглас Гаскинг
Аустралијски филозоф Даглас Гаскинг (1911–1994) развио је верзију онтолошког аргумента која је требало да докаже непостојање Бога. Овај аргумент није замишљен да буде озбиљан, већ је његова сврха била да илуструје проблеме које је Гаскинг видео у онтолошком аргументу.
Гаскинг каже да је стварање света највеличанственије достигнуће које се може замислити. Заслуга таквог достигнућа је производ његовог квалитета и неспособности творца: што је већа неспособност творца, то је достигнуће импресивније. Непостојање би, тврди Гаскинг, било највећи хендикеп. Стога, ако је универзум производ постојећег творца, могли бисмо замислити веће биће - оно које не постоји. Непостојећи творац је већи од онога који постоји, тако да Бог не постоји. Гаскингов предлог да би највећа неспособност била непостојање одговор је на Анселмову претпоставку да је постојање предикат и савршенство. Гаскинг користи ову логику да претпостави да непостојање мора бити неспособност.
Грејем Опи је критиковао овај аргумент, посматрајући га као слабу пародију на онтолошки аргумент. Навео је да, иако се може прихватити да би било веће постигнуће за непостојећег него за постојећег творца да створи нешто, нема разлога за претпоставку да би непостојећи творац био веће биће. Наставио је тврдњом да нема разлога да се на стварање света гледа као на „највеличанственије достигнуће које се може замислити“. На крају, навео је да је можда незамисливо да непостојеће биће уопште нешто створи.